# Bernard W. Kearney

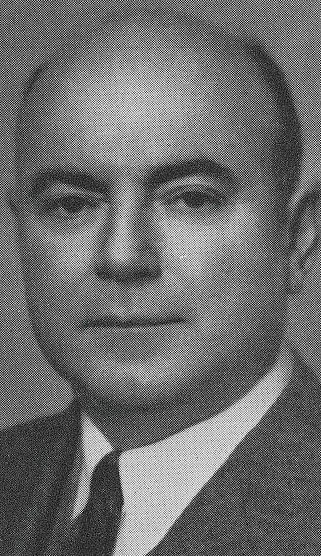
Bernard W. Kearney (1944)

Bernard William Kearney (* 23. Mai 1889 in Ithaca, New York; † 3. Juni 1976 in Venice, Florida) war ein US-amerikanischer Politiker. Zwischen 1943 und 1959 vertrat er den Bundesstaat New York im US-Repräsentantenhaus.

## Werdegang
Bernard Kearney besuchte die öffentlichen Schulen seiner Heimat und die Schenectady High School. Nach einem Jurastudium an der Union University Albany Law School und seiner 1914 erfolgten Zulassung als Rechtsanwalt begann er in diesem Beruf zu arbeiten. Bereits seit 1909 gehörte er der Nationalgarde seines Staates an. In den Jahren 1916 und 1917 war er während eines Grenzkonflikts mit Mexiko an der dortigen Grenze stationiert. Zwischen 1917 und 1919 war er in verschiedenen Funktionen bei den amerikanischen Streitkräften während des Ersten Weltkrieges in Frankreich eingesetzt. Für seine militärischen Verdienste wurde er später mit der französischen Ehrenlegion sowie dem Croix de guerre ausgezeichnet.
Bis 1940 blieb Kearney Mitglied der Nationalgarde von New York, in der er bis zum Generalmajor aufstieg. Hauptberuflich war er als Jurist tätig. Zwischen 1920 und 1924 war er städtischer Richter in Gloversville; von 1924 bis 1929 fungierte er als stellvertretender Bezirksstaatsanwalt im Hamilton County. Danach übte er die gleiche Tätigkeit zwischen 1929 und 1931 im Fulton County aus. In diesem Bezirk war er von 1931 bis 1942 als Bezirksstaatsanwalt tätig. Politisch schloss er sich der Republikanischen Partei an.
Bei den Kongresswahlen des Jahres 1942 wurde Kearney im 30. Wahlbezirk von New York in das US-Repräsentantenhaus in Washington, D.C. gewählt, wo er am 3. Januar 1943 die Nachfolge von Frank Crowther antrat. Nach sieben Wiederwahlen konnte er bis zum 3. Januar 1959 acht Legislaturperioden im Kongress absolvieren. Von 1943 bis 1945 vertrat er den 30., dann bis 1953 den 31. und schließlich den 32. Distrikt seines Staates. In seine Zeit im Kongress fiel das Ende des Zweiten Weltkrieges, der Beginn des Kalten Krieges, der Koreakrieg und innenpolitisch der Anfang der Bürgerrechtsbewegung.
Kearney war wesentlich an der Entstehung der G. I. Bill of Rights beteiligt. Im Jahr 1958 verzichtete er auf eine weitere Kongresskandidatur. Nach dem Ende seiner Zeit im US-Repräsentantenhaus praktizierte er als Anwalt in Canandaigua. Er starb am 3. Juni 1976 in Venice und wurde auf dem Nationalfriedhof Arlington in Virginia beigesetzt.